# Катерина Ягеллонка
Катерина Ягеллонка (пол. Katarzyna Jagiellonka, швед. Katarina Jagellonica av Polen, 1 ноября 1526[…], Краков — 16 сентября 1583[…], Королевский дворец в Стокгольме, Стокгольм) — герцогиня Финляндская (1562), королева Швеции (1569), великая герцогиня Финляндская (1581). Из рода Ягеллонов.

## Биография
Катерина Ягеллонка — младшая дочь польского короля Сигизмунда I Старого и Боны Сфорцы, супруга шведского короля Юхана III, мать польского короля и великого князя литовского Сигизмунда III.
В 1561 году после смерти первой жены к ней сватался Иван Грозный, но ему было отказано и он женился на Марии Темрюковне. 4 октября 1562 года Катерина в Вильно вышла замуж за сына шведского короля Густава I и брата правящего на тот момент короля Эрика XIV, герцога Финляндского Юхана. Юхан не получил от брата разрешения на брак. Эрик XIV не противился сначала этому браку. Но в течение 1561 года произошла резкая перемена в политических отношениях Польши и Швеции вследствие борьбы за Ливонию. При этих условиях Эрику XIV было неудобно, чтобы его брат породнился с польским королём, и он стал отговаривать Юхана от предположенного брака, однако вопреки желанию Эрика XIV свадьба состоялась. Молодожёны поселились в замке Або (Финляндия).
Деятельность Юхана в Ливонии заставила Эрика XIV объявить войну брату. Для захвата замка были посланы войска и 12 августа 1563 года замок капитулировал. Катерина с мужем были отправлены в Швецию и заключены в замок Грипсхольм.
Иван Грозный начал переговоры с Эриком XIV об её освобождении. Он просил её оставить Юхана, приехать в Россию и стать его супругой. Эрик XIV чуть было не исполнил этого требования. Во время заключения Катерина родила в 1564 году дочь Изабеллу (умерла в 1566), в 1566 году — сына Сигизмунда, а 17 мая 1568 года — дочь Анну.
Катерина и Юхан были освобождены в 1568 году. В 1569 году она стала королевой Швеции, а её муж стал королём Юханом III после свержения Эрика XIV.
Катерина воспитывала сына Сигизмунда в католической вере. В 1587 году он стал польским королём и литовским князем. В 1592 году он стал шведским королём, но его приверженность католицизму и слабая связь с населением страны привело к его смещению с трона в 1599 году.
Катерина умерла в замке Стокгольма 16 сентября 1583 года, похоронена в соборе Уппсалы.